# Municipio de Washington (condado de Harrison, Ohio)
El municipio de Washington (en inglés: Washington Township) es un municipio ubicado en el condado de Harrison en el estado estadounidense de Ohio. En el año 2010 tenía una población de 638 habitantes y una densidad poblacional de 7,79 personas por km².

## Geografía
El municipio de Washington se encuentra ubicado en las coordenadas 40°15′51″N 81°15′48″O / 40.26417, -81.26333. Según la Oficina del Censo de los Estados Unidos, el municipio tiene una superficie total de 81.93 km², de la cual 78,55 km² corresponden a tierra firme y (4,13 %) 3,39 km² es agua.

## Demografía
Según el censo de 2010, había 638 personas residiendo en el municipio de Washington. La densidad de población era de 7,79 hab./km². De los 638 habitantes, el municipio de Washington estaba compuesto por el 98,9 % blancos, el 0,31 % eran afroamericanos y el 0,78 % eran de una mezcla de razas. Del total de la población el 0 % eran hispanos o latinos de cualquier raza.